# Codex Cottonianus
Il Codex Cottonianus (Londra, British Library, MS Cotton Otho B VI) è un manoscritto miniato greco del IV o V secolo, copia del Libro della Genesi. È un manoscritto prezioso con molte miniature e uno dei più antichi codici biblici pervenuti a noi. Gran parte del manoscritto andò distrutta nell'incendio della Cotton library del 1731, lasciando solo diciotto fogli bruciacchiati e rimpiccioliti di pergamena. Dai resti, sembra che il manoscritto fosse costituito da più di 440 pagine con circa 340-360 illustrazioni incorniciate e inserite nella colonna di testo. Molte miniature vennero copiate nel XVII secolo e sono ora nella Biblioteca nazionale di Francia a Parigi (Ms. fr. 9530).

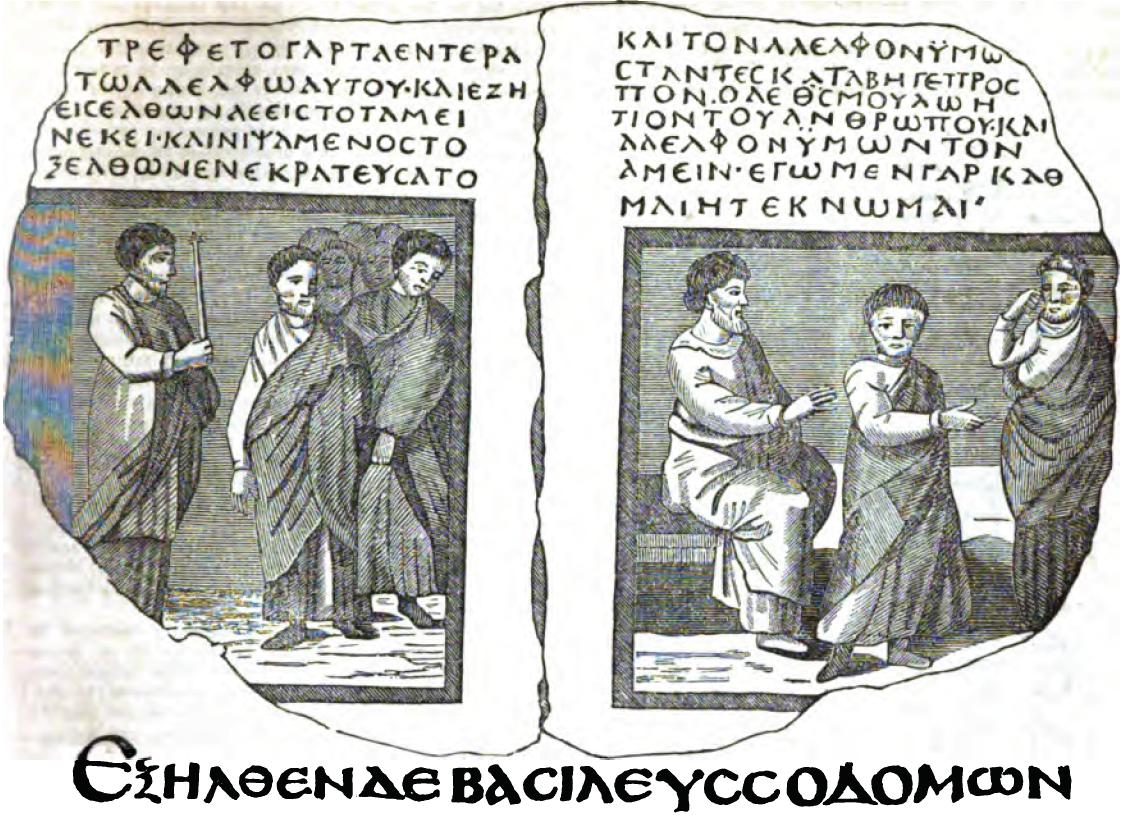
Giuseppe con i fratelli nella loro casa, al ritorno dall'Egitto; illustrazione dalla Genesi 43:30-31; dal facsimile edizione Horne (1852)

## Descrizione
Il manoscritto contiene i testi del Libro della Genesi su 35 fogli di pergamena (27 x 22 cm), con numerose lacune.
Il codex originale conteneva 165 pergamene in quarto. È scritto in carattere onciale, su una colonna per pagina e con 27-30 lettere per rigo. Il nomina sacra è scritto, come di consueto, in forma abbreviata: ΚΣ, ΚΝ, ΘΣ, ΘΝ, per κυριος, κυριον, θεος, θεον. Contiene alcune illustrazioni (ad esempio Giuseppe con i suoi fratelli nella loro casa, al ritorno dall'Egitto).
Le miniature sono state eseguite in stile tardo antico, conservando le qualità illusionistiche classiche. Herbert Kessler e Kurt Weitzmann sostengono che il manoscritto è stato prodotto ad Alessandria d'Egitto, in quanto presenta affinità stilistiche con altre opere alessandrine come il Papiro degli aurighi.

## Storia del codice
Secondo Tischendorf venne scritto nel V secolo.
Sembra sia stato utilizzato, negli anni 1220 come base per la realizzazione di 110 pannelli di mosaico per l'atrio della Basilica di San Marco a Venezia, presumibilmente dopo che era stato portato a Venezia dopo il sacco di Costantinopoli della quarta crociata nel 1204. Il manoscritto giunse in Inghilterra e venne acquisito da Sir Robert Cotton nel XVII secolo. La sua collezione passò al British Museum.
Fu portato da Filippi da due vescovi greci, che lo donarono al re Enrico VIII, informandolo che la tradizione indicava fosse una copia identica a quella appartenuta ad Origene.
Nel 1731, quando il codice si trovava ad Ashburnham House con il resto della collezione, un incendio lo ridusse ad un cumulo di fogli carbonizzati e accartocciati. In seguito il resto del codice venne diviso in due parti. Una parte (29 fogli) venne spostata al British Museum e un'altra alla Bodleian Library.
Fino alla metà del XIX secolo si pensò che fosse il più antico manoscritto dei septuaginti. Secondo Thomas Hartwell Horne non era solo il più antico, ma anche quello più corretto ancora esistente. Secondo Swete il manoscritto, anche prima dell'incendio, era però imperfetto.
La maggior parte dei frammenti londinesi del Codex sono stati decifrati e pubblicati da Constantin von Tischendorf nel 1857; il resto del codice con i frammenti di Bristol venne decifrato da F. W. Gotch nel 1881.